# شهرستان استوبین (ایندیانا)
شهرستان استوبین، ایندیانا (به انگلیسی: Steuben County, Indiana) شهرستانی در ایالات متحده آمریکا است که در ایندیانا واقع شده‌است.